# Cơ sở Gröbner
Trong toán học, một cơ sở Gröbner của một i-đê-an I của vành đa thức K[X1,...,Xn] là một tập hợp sinh của i-đê-an này, cùng với một vài thuộc tính bổ sung nhất định.
Khái niệm này đã được giới thiệu vào những năm 1960, độc lập bởi Heisuke Hironaka và Bruno Buchberger, người đã đặt cho nó cái tên của thầy hướng dẫn luận án Wolfgang Gröbner.

## Mục đích
Trong trường hợp đa thức đơn biến, vành K[X] là Euclid và một i-đê-an I được xác định bởi phần tử sinh của nó. Chính xác hơn, thuật toán Euclid cho phép xác định phần tử sinh duy nhất này từ một nhóm hữu hạn các phần tử sinh, hoặc kiểm tra tư cách thành viên của một đa thức bất kỳ đối với I.
Mặt khác, vành đa thức n biến K[X1,...,Xn], là một miền phân tách duy nhất (UFD) và Noether nhưng không chính. Nói chung ta không có phép chia Euclid. Tuy nhiên, các cơ sở Gröbner cho phép tính toán modulo một i-đê-an của K[X1,...,Xn]. Nó cũng cho phép
- biết I-đê-an có phải i-đê-an đơn vị hay không.
- quyết định xem một đa thức có thuộc i-đê-an hay gốc của nó
- tìm các đại diện chính tắc cho một vành thương, từ đó tính toán modulo i-đê-an.

## Định nghĩa
Một thứ tự đơn thức là một thứ tự toàn phần trên các đơn thức sao cho
- với mọi đơn thức {\displaystyle u}, ta có {\displaystyle 1\leq u} và
- với mọi đơn thức {\displaystyle u} và {\displaystyle v} với {\displaystyle u\leq v}, ta có {\displaystyle uw\leq vw} với mọi đơn thức {\displaystyle w}.

Một thứ tự đơn thức là một thứ tự tốt. Ta xác định một cách tự nhiên các khái niệm về đơn thức trội, hệ số trội và số hạng trội - ký hiệu là {\displaystyle \lambda (f)} - của một đa thức f tương ứng với một thứ tự đơn thức.
Ví dụ, thứ tự từ điển là một thứ tự đơn thức.
Cố định một thứ tự đơn thức và một tập con B hữu hạn của K[X1,...,Xn]. Xét quy tắc viết lại trên K[X1,...,Xn] xác định bởi
{\displaystyle g\quad \to \quad g-{\frac {t}{\lambda (f)}}\;f}
nếu t là một số hạng bậc cao nhất của g chia hết cho {\displaystyle \lambda (f)} với f ∈ B.
Nếu ta không thể loại bỏ số hạng bậc cao nhất của g (sau khi thử với tất cả các phần tử {\displaystyle f\in B}), ta thêm nó vào phần dư và ta chuyển đến số hạng bậc thấp hơn.
Quy tắc viết lại → nhất định sẽ kết thúc (do vành là Noether), nhưng nói chung kết quả cuối cùng không phải là duy nhất.

### Cơ sở Gröbner
Đặt I là một i-đê-an của K[X1,...,Xn]. Một cơ sở Gröbner, hoặc cơ sở tiêu chuẩn, của I là một tập sinh hữu hạn G của I đáp ứng thêm các thuộc tính tương đương sau.
1. Quy tắc viết lại cho ta một kết quả duy nhất
2. Một đa thức g thuộc về I khi và chỉ khi nó giảm về 0 dưới quy tắc viết lại
3. Với mọi f, g thuộc G, {\displaystyle {\frac {\lambda (f)\vee \lambda (g)}{\lambda (f)}}\,f-{\frac {\lambda (f)\vee \lambda (g)}{\lambda (g)}}\,g\quad } giảm về 0 dưới quy tắc viết lại
4. I-đê-an sinh bởi các đơn thức trội của G bằng với i-đê-an sinh bởi các đơn thức trội của I..

## Tính toán
Có các thuật toán cho phép xác định các cơ sở Grobner từ một tập sinh hữu hạn nhất định của i-đê-an.